# K3 전차
K3 전차는 현대로템이 개발 중인 3세대 전차로, 정식 명칭은 K3 NG-MBT이다. 러시아의 우크라이나 침공 이후 드러난 현대 전차전의  스텔스 기능을 갖추고 정찰 드론 및 무인 포탑 등 차세대 전장에 활용할 수 있는 다양한 신식 무기를 탑재하는 것을 목표로 개발 중이다. 2025년 4월 21일 K3 전차의 기본 디자인이 정식 공표되었다.

## 같이 보기
- 주력전차